# Alfred Sternjakob
Die Alfred Sternjakob GmbH & Co. KG war ein Unternehmen mit Sitz in Frankenthal (Pfalz). Es war einer der größten Schulranzenhersteller der Welt und Marktführer in Deutschland und wurde 1990 von der Fritz Steinmann GmbH & Co. KG in Nürnberg übernommen.

## Produkte und Marken
Neben Schulwaren stellte Alfred Sternjakob Reisegepäck, Taschen, Geldbeutel, Mäppchen und Rucksäcke her. Darüber hinaus werden Lizenzen an Partnerunternehmen vergeben, die unter anderem Spiel- und Lernhefte, Stühle, Spielzeug, Fahrradhelme, Kinderbekleidung, Schuhe, Frottierware, Geschirr und Uhren produzieren.
Scout, 4You, Quer und Hardware sind Markennamen, unter denen die Produkte vertrieben werden. 2006 wurden mit den Marken Scout und 4You 92 Prozent des Umsatzes erwirtschaftet.

## Geschichte

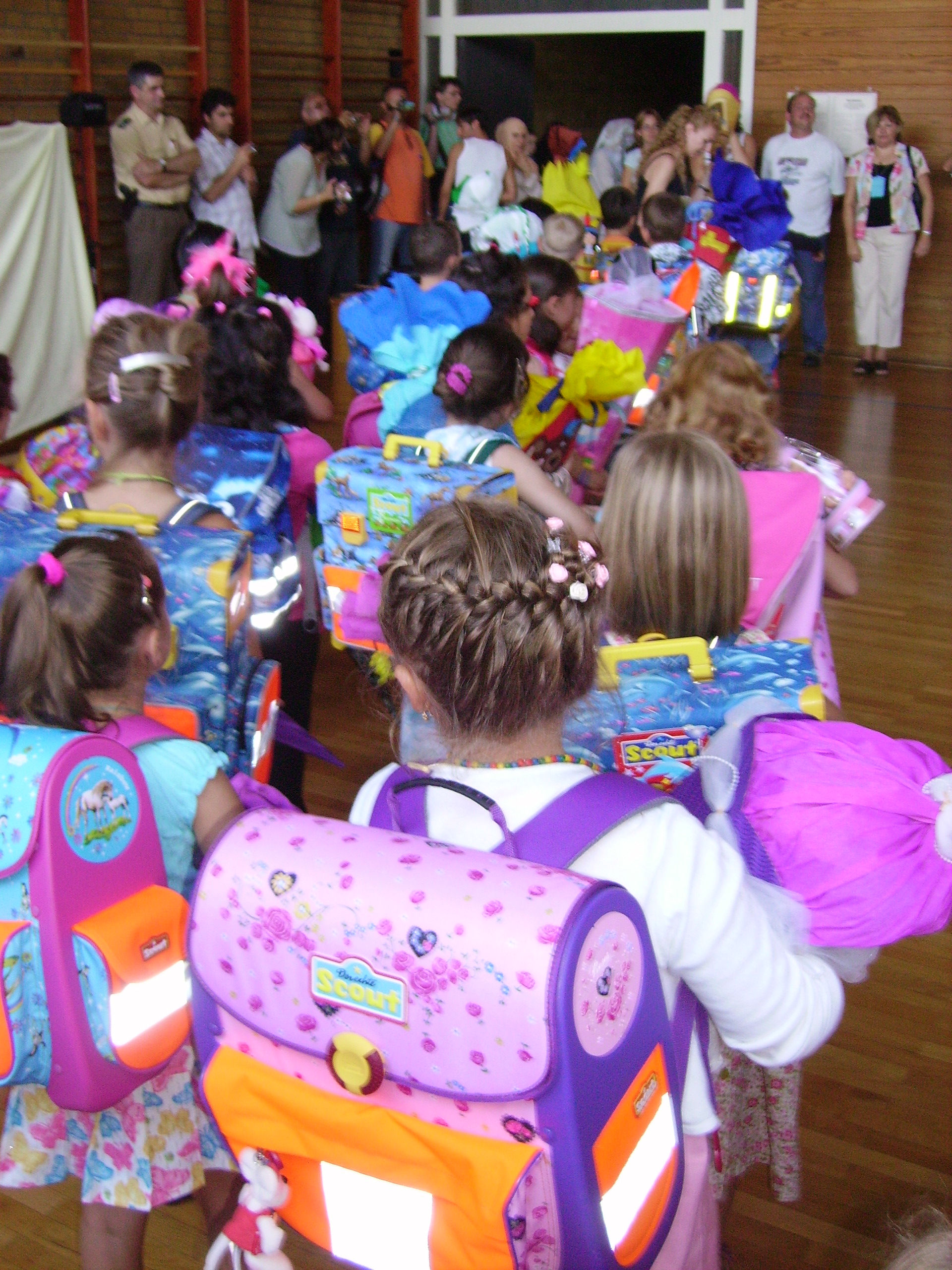
Scout-Schulranzen 2005

Das Unternehmen wurde am 1. Oktober 1934 von Alfred Sternjakob in Pirmasens, damals ein Zentrum der Lederindustrie, gegründet und produzierte zunächst Arbeitshandschuhe und Ledertaschen. Bereits nach kurzer Zeit wurde es nach Frankenthal verlegt. Zu den ersten Kunden zählte Gustav Schickedanz vom Versandhaus Quelle.
1975 wurde mit Scout der erste Leichtschulranzen entwickelt und zum Stückpreis von 49 D-Mark auf den Markt gebracht. Die neuen Textilranzen wurden auch von anderen Herstellern kopiert und lösten schnell die bis dahin üblichen Exemplare aus Leder ab. Das Deutsche Historische Museum in Berlin nahm einen Scout-Ranzen der Kollektion von 1995 in seine Abteilung Alltagskultur auf.
1990 verkaufte der Sohn von Alfred Sternjakob das Unternehmen an Fritz Steinmann in Nürnberg. In der Folge wurde die Marke 4You etabliert, die, im Gegensatz zu den hauptsächlich von Kindern genutzten Scouts, Ranzen, Rucksäcke und Taschen für Jugendliche anbietet. Bis 2006 wurden mehr als zehn Millionen Leichtschulranzen hergestellt. Im gleichen Jahr lag der Marktanteil in Deutschland bei 40 Prozent. 2007 war Scout Marktführer in Deutschland und hatte zusammen mit der Marke Mc Neill des hessischen Unternehmens Thorka 75 % des Marktanteiles für Schultaschen.
Zum 1. Oktober 2017 erfolgt die Auflösung des Produktionsstandortes des Tochterunternehmens Alfred Sternjakob GmbH & Co. KG in Frankenthal mit zuletzt 60 Mitarbeitern und die Bündelung aller Aktivitäten in Nürnberg. Seither werden die Marken Scout, 4YOU, DerDieDas, OXMOX und iKON von der Georg A. Steinmann GmbH & Co. KG von Nürnberg aus geführt.